# Prix européen Utopiales des pays de la Loire
Der Prix européen Utopiales des pays de la Loire ist ein französischer Literaturpreis, der seit 2007 für Werke aus dem Bereich der Phantastik (littérature de l’imaginaire) und insbesondere der Science-Fiction verliehen wird. Die Auszeichnung findet im Rahmen des jährlich in Nantes stattfindenden Festivals der Utopiales statt. Der Preis ist Nachfolger des 2005 eingestellten Prix Utopia. Ausgezeichnet werden Werke französischer Autoren oder ins Französische übersetzte Werke.
Neben dem Romanpreis werden seit 2011 sich speziell an Jugendliche richtende Werke mit dem Prix Utopiales européen jeunesse ausgezeichnet.
Seit 2015 wird außerdem ein Spezialpreis für das Lebenswerk verliehen, der Prix Extraordinaire des Utopiales.

## Preisträger
Prix européen Utopiales des pays de la Loire
- 2007: Alain Damasio: La Zone du dehors
- 2008: Javier Negrete: Seigneurs de l'Olympe
- 2009: Stéphane Beauverger: Le Déchronologue
- 2010: Vincent Gessler: Cygnis / Ugo Bellagamba: Tancrède, une uchronie
- 2011: Roland C. Wagner: Rêves de Gloire
- 2012: Justine Niogret: Mordre le bouclier
- 2013: Jean-Marc Ligny: Exodes
- 2014: Dmitri Gluchowski: Sumerki
- 2015: Michal Ajvaz: L'Autre Ville
- 2016: Anna Starobinets: Le Vivant
- 2017: Rui Zink: L'Installation de la peur
- 2018: David Mitchell: L'Âme des horloges
- 2019: Christian Léourier: Helstrid
- 2020: Tade Thompson : Rosewater
- 2021: Auriane Velten : After®
- 2022: Floriane Soulas : Les oubliés de l'amas
- 2023: Audrey Pleynet : Rossignol

Prix Utopiales européen jeunesse
- 2011: Jean-Claude Mourlevat: Terrienne
- 2012: Moira Young: Saba Ange de la Mort
- 2013: Yves Grevet: Ici-Bas
- 2014: Jeanne-A Debats: Pixel noir
- 2015: Matt Haig: Humains
- 2016: Patrice Favaro: Empreinte digitale
- 2017: Taï-Marc Le Thanh: Celui qui est resté debout
- 2018: Vic James: Esclaves
- 2019: Maiwenn Alix: In real life – T.1 Déconnexion

Prix Extraordinaire des Utopiales
- 2015: Manchu
- 2016: Gérard Klein und Denis Bajram
- 2017: Pierre Bordage
- 2018: Élisabeth Vonarburg
- 2019: Alejandro Jodorowsky